# Виц (лист)
Виц је хумористичко-сатирични лист који је излазио у Београду у периоду од 1913. до 1914. године. Излазио је једном недељно као бесплатни додатак тадашњим Новостима. Укупно је објављено 27 бројева овог листа.

## Историјат
Први број хумористичко-сатиричног листа Виц изашао је 14. новембра 1913. године као бесплатан додатак петком тадашњем листу Новости. Укупно је објављено 27 бројева. Власник листа био је Д. Бојовић, док је главни уредник био Милан Николић. Виц је најпре штампан у Народној штампарији на Обилићевом венцу, а 1914. у штампарији Мунца и Карића.
Значајан податак везан за овај лист јесте да је у њему сарађивао Брана Цветковић као илустратор, текстописац и карикатуриста. Својим прилозима у Вицу Цветковић се потврдио као водећи српски карикатуриста и сатиричар првих деценија 20. века.

## Тематика
Овај лист је имао разуђену и шаролику тематику, без прецизног, унапред утврђеног плана, која се кретала од обичних, кафанских вицева, преко критике медија, до сатире тада актуелних политичких личности и дешавања у Србији и региону, међутим, биле су ту, поред осталог, и обичне рекламе разних институција. У једном од бројева, нашла се и једна од најуспелијих карикатура Бране Цветковића уопште. Реч је о карикатури Фердинандова беседа, која се односи на политички говор бугарског цара о разлозима пораза његове војске.

## Рубрике
Једна од најпопуларнијих рубрика у Вицу била је "Мудре речи", у којој су објављивани афоризми. Велики број афоризама писао је управо Брана Цветковић. Занимљиво је да су у овој рубрици објављивани углавном „неутрални” афоризми, односно они који се нису бавили политиком, мада је било и оних са ратним темама. Време уочи Великог рата у Вицу се третирало као „доба пљачке и многобројних убистава”, па су афоризми у овој рубрици писани као да имају за циљ смиривање ратне напетости. Углавном су се бавили међуљудским односима, љубављу, женама, браком, свакодневним животом и сличним темама.
- Неколико страна Вица
- Виц бр. 2
(21. 11. 1913)
- Друга страна,
са афоризмима
- Виц бр. 7
(13. 2. 1914)
- Последња страна,
са огласима
- Виц бр. 17
(1. 5. 1914)
- Последња страна,
са огласима